# Château de Pennesuyt
Le château de Pennesuyt ou château de Loëze est une ancienne maison forte du XIVe siècle reconstruite au XVIe siècle, centre de la seigneurie de « Painessuyt », situé à Bourg-en-Bresse, en France

## Situation
Le château est situé sur le territoire de la commune de Bourg-en-Bresse, dans le département de l'Ain en région Auvergne-Rhône-Alpes.

## Historique
La seigneurie avec maison forte est en 1378 la possession de Jean de Sancia, dont les descendants la conserveront jusqu'au 14 décembre 1448, époque où Jeanne de Sancia la porta en mariage à Jean de Lyobard.
Claude de Lyobard en rend hommage au roi François Ier, le 3 avril 1536. René de Lyobard, écuyer, la vend à Étienne de Rives. Après son décès elle fut acquise par N. Faure, puis par Pierre d'Escodeca, baron de Pardaillan, gouverneur de Bourg. Ce dernier fait reconstruire la maison forte de « Painessuyt » et cède sa seigneurie, vers 1611, à Guillaume Fouquet, marquis de Varenne, qui l’aliène à Pierre Granet, président au présidial de Bourg, lequel la laisse à Anne de Granet, sa fille, femme de Melchior de la Poype, seigneur de Saint-Julien. Le fils de Melchior de la Poype, Louis de la Poype de Granet, baron de la Cueille, président et garde des sceaux du présidial de Bourg, puis président à mortier au parlement du Dauphiné, la cède, le 13 février 1657, à Samuel Guichenon. Antoinette, fille de Samuel Guichenon et de Claudine Polliat, la porte en mariage, le 29 avril 1679, à Jean-Joseph de Jacob, écuyer, seigneur de la Cottière, dont la famille en jouissait au milieu du XVIIIe siècle. En 1789, elle est la propriété de Joseph-Ignace-Favier de Loëze, chevalier.
Le château fait l'objet d’une inscription partielle au titre des monuments historiques par arrêté du 9 juin 1987.